# HiWish
HiWish es un programa creado por la NASA para que cualquier persona pueda sugerir un lugar para fotografiar con la cámara HiRISE en el Mars Reconnaissance Orbiter. Comenzó en enero de 2010. En los primeros meses del programa, 3000 personas se inscribieron para usar HiRISE. Las primeras imágenes se publicaron en abril de 2010. El público hizo más de 12.000 sugerencias; se hicieron sugerencias para objetivos en cada uno de los 30 mapas cuadrangulares de Marte. Las imágenes seleccionadas publicadas se utilizaron para tres charlas en la 16.ª Convención Anual de la Sociedad Internacional de Marte. A continuación se muestran algunas de las más de 4224 imágenes que se han publicado del programa HiWish hasta marzo de 2016.